# Carl Hinrichs (Historiker)
Carl Hinrichs (* 30. April 1900 in Emden als Karl Friedrich Hinrichs; † 6. März 1962 in Berlin-Nikolassee) war ein deutscher Archivar und Historiker.

## Leben

### Familie
Carl Hinrichs wurde als Sohn des Kaufmanns Carl Hinrichs (1864–1920) und von Alida Tammina de Jonge (1871–1921) als erstes von fünf Kindern geboren. Er stammte väterlicherseits aus einer im Harlinger Land ansässigen Bauernfamilie ab, deren Wurzeln dort bis in das 15. Jahrhundert zurückverfolgbar sind. Mütterlicherseits entstammte Hinrichs einer alteingesessenen Emdener Familie vor allem aus Kaufleuten und Seefahrern ab. Einer seiner Vorfahren mütterlicherseits war allerdings auch Kunstmaler und als solcher an der Ausgestaltung des Doms zu Roskilde beteiligt. Der kaufmännische Vater zeigte mit einer Kunstsammlung auch künstlerisches Interesse, welches er auch an seine Kinder weitergab. Die Mutter von Carl Hinrichs musste sich aus gesundheitlichen Gründen oft in Sanatorien in der Schweiz aufhalten.
1928 heirateten Carl Hinrichs und Elfriede Klattenhoff (1903–1981), die er bereits seit seiner Kindheit kannte. Seine Witwe gab aus dem Nachlass das Werk Preußentum und Pietismus heraus.

### Werdegang
Er studierte 1919 bis 1926 Germanistik, Geschichte, Kunstgeschichte, Theologie und Philosophie in Heidelberg, Marburg, Bonn und Jena, wo er 1925 bei Georg Mentz promoviert wurde. Seine Dissertation zu den ostfriesischen Landständen und den preußischen Staat veranlasste Otto Hintze, Hinrichs für die Mitarbeit bei der Acta Borussica anzuwerben.
Von 1927 bis 1932 war er Mitarbeiter der Acta Borussica bei der Preußischen Akademie der Wissenschaften. Seit 1933 war er am Geheimen Staatsarchiv in Berlin beschäftigt. Zum 1. Mai 1933 trat er der NSDAP bei (Mitgliedsnummer 2.637.372), die ihn später zum Blockwart ernannte. Hinrichs wurde auch Mitglied im NSDDB, in der NSV und im Reichsluftschutzbund. Nach der Habilitation 1937 in Berlin wurde er 1938 ans Preußische Staatsarchiv in Königsberg versetzt, wo er 1942 Dozent wurde. 1943/44 vertrat er den Lehrstuhl für Theodor Schieder. Seit 1944 war er außerordentlicher Professor für mittelalterliche und neuere Geschichte in Halle an der Saale.
1946 trat Hinrichs der CDU bei. 1951 wechselte er als Ordinarius für Neuere Geschichte an die Freie Universität Berlin, wo er auch Direktor des Friedrich-Meinecke-Instituts wurde. Er hatte den ersten Lehrstuhl für Frühe Neuzeit als selbstständiges Lehrgebiet inne. Seine Spezialgebiete waren Geistesgeschichte sowie Verfassungs- und Wirtschaftsgeschichte. 1957 wurde er in die Historische Kommission für ost- und westpreußische Landesforschung berufen. 1960 erhielt er die Ehrendoktorwürde der Evangelisch-theologischen Fakultät der Johannes-Gutenberg-Universität Mainz
Carl Hinrichs starb 1962 im Alter von 61 Jahren in Berlin und wurde auf dem Waldfriedhof Dahlem beigesetzt.

## Werk
Die Essay-Sammlung Preußentum und Pietismus von Carl Hinrichs gilt neben dem Werk von Klaus Deppermann noch Jahrzehnte nach seinem Erscheinen als das maßgebliche Standardwerk zum Verhältnis zwischen dem preußischen Staat und dem Halleschen Pietismus.

## Schriften (Auswahl)
Eine ausführliche Bibliographie seiner Werke findet sich in Preußen als historisches Problem. Gesammelte Abhandlungen, de Gruyter, Berlin 1964, S. 421–430.
- Die ostfriesischen Landstände und der preußische Staat 1744–1756. Ein Beitrag zur Geschichte der inneren Staatsverwaltung Friedrichs des Großen. Teil 1: 1744–1748. In: Jahrbuch der Gesellschaft für bildende Kunst und vaterländische Altertümer zu Emden 22 (1927), S. 1–268 (Zugleich: Jena, Univ., Diss., 1925).
- Die Wollindustrie in Preußen unter Friedrich Wilhelm I. (= Acta Borussica, Abt. 2.E: Die einzelnen Gebiete der Verwaltung), Parey, Berlin 1933, Nachdruck von Lorenz Keip, Berlin 1987, Einleitung von Stefi Jersch-Wenzel.
- Der Kronprinzenprozeß: Friedrich und Katte, Hanseatische Verlagsanstalt, Hamburg 1936.
- (Hrsg.): Friedrich der Große und Maria Theresia. Diplomatische Berichte von Graf Otto Christoph von Podewils, deutsch v. Gertrud Gräfin v. Podewils-Dürniz, R. v. Decker Verlag, G. Schenck, Berlin 1937.
- (Hrsg.): Der allgegenwärtige König. Friedrich der Große im Kabinett und auf Inspektionsreisen. Nach teils unveröffentlichten Quellen, R. v. Decker Verlag, G. Schenk, Berlin 1940.
- Friedrich Wilhelm I., König in Preußen. Eine Biografie. Jugend und Aufstieg, Hanseatische Verlagsanstalt, Hamburg 1941.
- (Hrsg.): Thomas Müntzer – Politische Schriften (= Hallische Monographien, Nr. 17), Halle (Saale) 1950.
- Luther und Müntzer. Ihre Auseinandersetzung über Obrigkeit und Widerstandsrecht (= Arbeiten zur Kirchengeschichte, Bd. 29), Walter de Gruyter & Co., Berlin 1952.
- Ranke und die Geschichtstheologie der Goethezeit (= Göttinger Bausteine zur Geschichtswissenschaft, Bd. 19), Musterschmidt, Göttingen 1954.
- Preußen als historisches Problem. Gesammelte Abhandlungen, hrsg. von Gerhard Oestreich (= Veröffentlichungen der Historischen Kommission zu Berlin beim Friedrich-Meinecke-Institut der Freien Universität Berlin, Bd. 10), Walter de Gruyter, Berlin 1964.
- Preußentum und Pietismus. Der Pietismus in Brandenburg-Preußen als religiös-soziale Reformbewegung, Vandenhoeck und Ruprecht, Göttingen 1971.